# Горыньград Второй
Горыньград Второй (укр. Гориньград Другий) — село в Белокриницкой сельской общине Ровненского района Ровненской области Украины.
Население по переписи 2001 года составляло 298 человек. Почтовый индекс — 35326. Телефонный код — 362. Код КОАТУУ — 5624689803. Расположилось на холмах и в долинах к северу в 5 км от транспортной магистрали государственного значения — автомобильной трассы Киев-Львов-Чоп. Село занимает значительную территорию (площадь — 0,71 км²), есть немало зданий (хозяйств) хуторского типа.

## История
Горыньград Второй основали польско-чешские колонисты в начале XIX века. В то время осадники имели более 40 дворов, расположенных при своих земельных наделах до 20 га. Теперь здесь проживают преимущественно жители из окрестных местностей, а бывшие колонисты выехали.
Согласно исследованиям авторов книги «Село мое — душа моя. Летопись сел Горыньград-І и Горыньград-II Ровенского района Ровенской области. История. Факты. Современность» Василия Грицака и Оксаны Сычик, Гориньград-II был основан в начале XX века, когда населенный пункт находился в составе Российской империи в связи с проведением Столыпинской реформы (1906—1916 гг.) Около двух десятков семей местечка Горыньград переселились на запад и северо-запад от смешанного леса и получили сплошные земельные наделы. Так возникло село хуторского типа, которое назвали Горыньград-II.
Правда, есть и другое народное название села — Залесье, а жителей села и до сих пор называют залесчане. Официально село называли Горыньград-Залеский до 1944 г..

### Горыньград Второй под властьюПольской РеспубликииУССР
Количественное увеличение села связано с земельной реформой, которую провела Польша в начале 30-х годов XX в., так называемой комасацией земель. Большие земельные участки ещё во время захвата Украины, в 1921 году, были предоставлены в собственность польским офицерам-осадникам. В годы панской Польши дети жителей села получали образование в двухклассной школе. В селе активно действовали члены организации «Просвита» с соседнего м. Горыньград. Они не только распространяли украинскую литературу, прессу, но и устраивали представления. В 1939 г. Западная Украина вошла в УССР. После установления советской власти в Горыньград-II подверглись репрессиям польские землевладельцы: их имущество было конфисковано, а семьи высланы на поселение в Сибирь..

### ГодыВеликой Отечественной войны1941—1945гг.
С июня 1941 гг. по февраль 1944 фашисты установили в селе «новые порядки». Земли были переданы вновь хозяйству, в котором бесплатно работали местные крестьяне, чтобы поставлять в нацистская Германия продовольствие. Кроме того, у местных жителей оккупанты изымали яйца, сало, хлеб и др. Фашисты создали животноводческую ферму. Жители становятся активными участниками сопротивления фашистской оккупации. При большевистском режиме погибли 23 человека, во времена фашистской оккупации — 11 человек, 4 человека погибли при невыясненных обстоятельствах, 11 — репрессированы.
В начале февраля 1944 года село было освобождено от немецко-фашистских захватчиков, в нём сразу была восстановлена советская власть. В марте 1944 года была проведена мобилизация мужчин в возрасте от 18 до 50 лет в ряды Красной армии. С фронта не вернулись 32 жителя села.

### Послевоенные годы
С 1949 г. по 1959 г. в селе действовал Горыньградський-II сельский совет, который в связи с ликвидацией Тучинского района был ликвидирован и присоединен к Горыньграду Первому. В январе 1950 года в селе был создан колхоз имени Горского, в который вошли 22 хозяйства с 193-х. Первым председателем колхоза избран Шевчук Карп Иванович, а с апреля 1950 году — Маленького Николая Ивановича. На конец 1950 г. в колхозе было уже 94 двора, 300 колхозников (136 мужчин, 180 женщин, 51 нетрудоспособных и старых, 33 подростка (12-16 лет). Проживали в деревне, но не были членами колхоза 77 человек. В конце 60 х гг. XX в. село электрифицировали, а в течение 1978—1979 гг. построили шоссейную дорогу. В селе действовала также семилетняя школа (с 1951 года).
В 1959 году, в результате новых административных изменений, Горыньград Второй вошел в состав Ровенского района. Впоследствии вместе с другими селами Шубкивим, Котов, Горыньград Первый и Рысвянка объединяются в колхоз им. Мичурина, на базе которого создали впоследствии Ровенскую областную сельскохозяйственную станцию с центральной усадьбой в Шубкове.

### Во времена независимойУкраины
После советских времен прошлого века, село постепенно начало приходить в упадок, особенно в 80-90-е гг. XX в. Однако сейчас село возрождается. Кроме того, наблюдается улучшение социально-бытовых условий. Так, в 2005—2010 гг. благодаря материальной поддержке народного депутата Украины, генерал-лейтенанта милиции Василия Грицака был закуплен спортинвентарь и отремонтированы школы в с. Горыньград-II и с. Рысвянка, а также вместе с бывшим главой Ровенской облгосадминистрации Сорокой М. П. из областного и районного бюджетов выделены средства на строительство дороги Антополь-Горыньград-II-Рысвянка-Горыньград-І-Шубкив и на общую газификацию с Гориньград-II. Развивается в селе предпринимательство. С 1994 г. здесь действует Общество с ограниченной ответственностью «Ольвия». На предприятии изготавливают изделия из бетона (тротуарная плитка, бардюры стеновые и фундаментальные блоки), а также изделия из металла — заборы, ворота, гаражи, киоски. В селе действуют начальная школа, продуктовый магазин, медицинский пункт и современный клуб.

## Выдающиеся земляки
- Грицак, Василий Николаевич (род. 17 февраля 1961) — экс-заместитель председателя Государственной миграционной службы Украины, народный депутат Украины V и VI созывов, генерал-лейтенант милиции, кандидат юридических наук, доцент, государственный служащий первого ранга, заслуженный экономист Украины, лауреат Государственной премии в области науки и техники. Участник боевых действий, награждён отличием Президента Украины — «Защитнику Отечества» и другими государственными наградами.
- Грицак, Виталий Николаевич (род. 11 июля 1964) — генерал-майор милиции, депутат Ровенского областного совета (2010—2015 гг.), Заместитель председателя Ровенской областной организации Украинского союза ветеранов Афганистана. Участник боевых действий, награждён Орденом Богдана Хмельницкого III степени, медалью «За боевые заслуги», Почетной грамотой Верховного Совета СССР, медалью «Защитнику Отечества» и другими государственными наградами.
- Лукащук Людмила Яковлевна (род. в 1964 г.), работала научным сотрудником, заведующей лабораторией растениеводства Ровенской ГСХОС. В 2005 г. защитила диссертацию на кандидата сельскохозяйственных наук по специальности «земледелие». С сентября 2006 г. по совместительству преподает на кафедре агрохимии, почвоведения и земледелия Национального университета водного хозяйства и природопользования. С 15 ноября 2007 г. и до настоящего времени работает заместителем директора по научной работе Института сельского хозяйства Западного Полесья.
- Косюк Дмитрий Павлович, бывший руководитель бригады № 5 Ровенской областной научной сельскохозяйственной опытной станции (с 1960 г.). В 70-80-х гг. комбайнеры этой тракторной бригады села Гориньград-II становились победителями социалистических соревнований. Неоднократно награждались грамотами районного и областного уровня, а сам Косюк Д. П. награждён бронзовой медалью ВДНХ и грамотой Президиума Верховного Совета УССР (04.02.1986 р.), а в 1988 г. — автомобилем Москвич-412 от главного комитета ВДНХ СССР.
- Чернец, Василий Игнатьевич (род. 27 июня 1946) — ректор Национальной академии руководящих кадров культуры и искусств. Доктор философии (ЮНЕСКО, 1993 г.), профессор (1992) заслуженный работник образования Украины (2001 г.), член коллегии Министерства культуры и туризма Украины, лауреат Государственной премии в области науки и техники (2005), действительный член Украинской академии наук, академик АН Высшей школы Украины, член Союза журналистов Украины[4].

## Фотогалерея
- Село Горыньград Второй. История и современные фото